# Ali Salem
Ali Salem (in arabo على سالم‎?, Ali Salim; Il Cairo, 24 febbraio 1936 – Mohandessin, 22 settembre 2015) è stato un drammaturgo e scrittore egiziano.
Dall'esordio nel 1965, ha scritto 25 drammi e 15 libri. Opere come Il fantasma di Eliopoli, La commedia di Edipo, L'uomo che ingannò gli angeli e Il banchetto sono diventati classici del teatro egiziano.
Nel 1994 ha scritto il libro Il mio viaggio in Israele, su un viaggio che ha fatto nel paese dopo la firma degli Accordi di Oslo. Ha passato 23 notti in Israele, e ha concluso che "la vera cooperazione tra i due paesi è possibile". Il libro ha venduto 60 000 copie, un best seller per gli standard egiziani, ma causò molte controversie, tanto che Salem fu molto osteggiato da altri intellettuali egiziani per la sua "propaganda".
Nel 2008 ha vinto il Civil Courage Prize per i suoi attacchi al fondamentalismo islamico e il suo sostegno alla cooperazione con Israele. Nel 2005 aveva ottenuto una laurea honoris causa all'Università Ben Gurion del Negev. È morto il 22 settembre 2015 dopo una lunga malattia.